# Norrie Woodhall
Norrie Woodhall (18 december 1905 – 25 oktober 2011) was een Britse actrice en toneelspeelster.
Woodhall was de laatste overlevende van de groep, de Hardy Players, een toneelgroep rond poëet Thomas Hardy, die ze nog persoonlijk gekend heeft. Na het overlijden van Hardy in 1928 stopte Woodhall met toneel, hetgeen ze in 2005 op 100-jarige leeftijd terug zou opnemen. In 2011 overleed Woodhall op 105-jarige leeftijd.